# Иоанн II Комнин
Иоа́нн II Комни́н (греч. Ἰωάννης Β΄ Κομνηνός; 13 сентября 1087 — 8 апреля 1143) — византийский император в 1118—1143 годах. Также известный как «Хороший» или «Прекрасный», Иоанн был старшим сыном императора Алексея I и Ирины Дукини и вторым императором из династии Комнинов. Иоанн был набожным и преданным правителем, который был решительно настроен восстановить империю после поражений, последовавших за битвой при Манцикерте.
Иоанн считается величайшим императором из династии Комнинов. В период своего правления он заключил альянс со Священной Римской Империей на западе и одержал решительные победы над печенегами, венграми и сербами на Балканах, лично руководя кампаниями против тюрков в Малой Азии. Военные кампании Иоанна радикально изменили соотношение сил на востоке, вынудив тюрков занять оборонительные позиции и вернув многие города и крепости на Анатолийском полуострове под власть Византии. На юго-востоке Иоанн расширил византийские владения от Мендереса на юге вплоть до Киликии и Тарсуса на востоке. В соответствии с византийским идеалом правителя как лидера христианского мира, Иоанн возглавил совместный с крестоносцами поход в мусульманскую Сирию. Несмотря на проявленную в походе энергию, Иоанн был разочарован уклончивостью своих союзников и их нежеланием сражаться вместе с его войсками.
Во время правления Иоанна население империи достигло порядка 10 миллионов человек. Четвертьвековое правление Иоанна отражено в трудах его современников хуже, чем правления его отца Алексея I или сына Мануила. В частности, мало известно об истории внутренней политики Иоанна.

## Ранняя жизнь
Иоанн родился в понедельник 13 сентября 1087 года. Он стал третьим ребёнком Алексея Комнина и Ирины Дукини, у которых к тому времени уже родилось две дочери. Алексей отпраздновал рождение сына со всей возможной пышностью, поскольку он хотел утвердить в глазах народа право только что рождённого сына на престол. Иоанн был крещён в соборе Святой Софии патриархом Николаем III, после чего отец венчал его диадемой. С самого момента рождения Иоанн рассматривался как будущий наследник престола.
Шаландон отмечает, что рождение Иоанна «повлекло за собой дворцовый переворот». В 1081 году после свержения Никифора III Алексей сделал Константина Дуку, сына позапрошлого императора, соправителем, стремясь заполучить поддержку со стороны клана Дук. Первая дочь Алексея, Анна, вскоре после рождения была с ним обручена и оба считались наследниками престола. Однако после рождения сына Алексей перенёс право наследования на него, что повлекло за собой разрыв между императором и его женой, Ириной Дукиней. Кульминацией этих событий стала коронация Иоанна в 1092 году. Точная дата коронации неизвестна — считается, что она произошла в период с 1 сентября до первой половины ноября. Острогорский отмечает, что «тем самым был сделан решающий шаг в сторону основания династии Комнинов». Со смертью в 1095 году Константина Дуки, отмечает он, «стало казаться, что все препятствия на пути к этому устранены».
В 1104 — начале 1105 годов Иоанн был обвенчан с венгерской принцессой Пирошкой (в крещении Ирина). Этот брак должен был укрепить союз Византии и Венгрии, направленный против Венеции и норманнов. Заключение этого союза лишь усилило роль Иоанна в политике его отца. Также Иоанн фигурирует в тексте девольского договора, заключённого в 1108 году между Алекссеем I и Боэмундом I Тарентским, как наследник Алексея. Боэмунд обязуется считать себя вассалом императора Византии и его «горячо любимого сына — Иоанна Порфирородного». На него, «порфирородного сына — императора» распространяются все обязательства Боэмунда.

### Восхождение на престол
Несмотря на поддержку со стороны отца, позиция Иоанна как наследника престола была шаткой. Овдовевшая в 1095 году Анна Комнина спустя два года обручилась с Никифором Вриеннием. Анна и её мать, императрица Ирина, по словам Шанандона «терпеть не могли» Иоанна и мечтали привести к власти Никифора после смерти Алексея. Императрица использовала своё влияние на императора, чтобы убедить его в том, что Иоанн не является подходящим наследником престола. Никита Хониат сообщает, что она называла сына «безрассудным, изнеженным, легкомысленным и явно глупым» и «больше всего заботилась о том, чтобы царь переменил свое о нем решение». Интриги тем более усилились, когда в начале 1118 года здоровье императора сильно ухудшилось. Когда состояние императора сильно ухудшилось, его отправили в резиденцию Ирины Дукини — Манганский дворец. В ночь с 15 на 16 августа Алексей I умер.

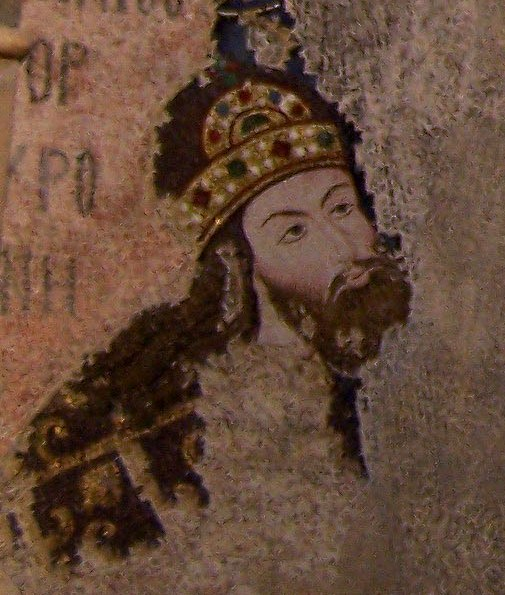
Исаак Комнин, брат Иоанна Комнина

Источники по-разному описывают обстоятельства восхождения Иоанна II на престол. Анна Комнина в «Алексиаде» пишет, что Иоанн приехал во дворец 15 августа, констатировал удручающее состояние отца, после чего «поторопился в выступлением и поспешил в Большой дворец». Иоанн Зонара пишет, что Иоанн явился во дворец с разрешения отца, от которого он также получил перстень с императорской печатью. Никита Хониат отчасти подтверждает слова Зонары: «вследствие этого, тайно от матери, [он] входит в спальню к отцу и, припав к нему, как бы для того, чтобы оплакать его, тихонько снимает с его руки перстень с изображением печати. Некоторые впрочем говорят, что он это сделал с согласия отца, как это и можно заключать из того, что мы, спустя немного, скажем».
Так или иначе, в ночь 15 на 16 августа Иоанн был коронован в соборе Святой Софии патриархом Иоанном IX, после чего при поддержке своего брата Исаака он захватил Большой Дворец. Иоанн отказался присутствовать на похоронах своего отца в монастыре Христа Человеколюбца, отправив туда бывших с ним родных. Никита Хониат отмечает, что причиной подобной осторожности было опасение «за свою еще не утвердившуюся власть» и боязнь «соперников, которые втайне горели еще желанием царствовать». Его опасения были оправданы — как отмечает Никита Хониат, «царю не исполнилось еще и года, как уже родные […] из ненависти и зависти устрояют против него заговор». Заговор против Иоанна был организован при участии его сестры — Анны Комнин, которая надеялась вознести на престол своего мужа. Однако тот не явился на место сбора заговорщиков, чем сорвал план убийства императора. Заговор был раскрыт, его участники (в том числе и Анна Комнина) были подвергнуты конфискации имущества. Через некоторое время, впрочем, конфискованное имущество было им возвращено. Пол Магдалино отмечает, что успех Иоанна был обусловлен тем, что он смог создать сплочённую группу сторонников, нанёс упреждающие удары по своим противникам и назначил своих сторонников на ключевые позиции в государственном аппарате.

## Правление

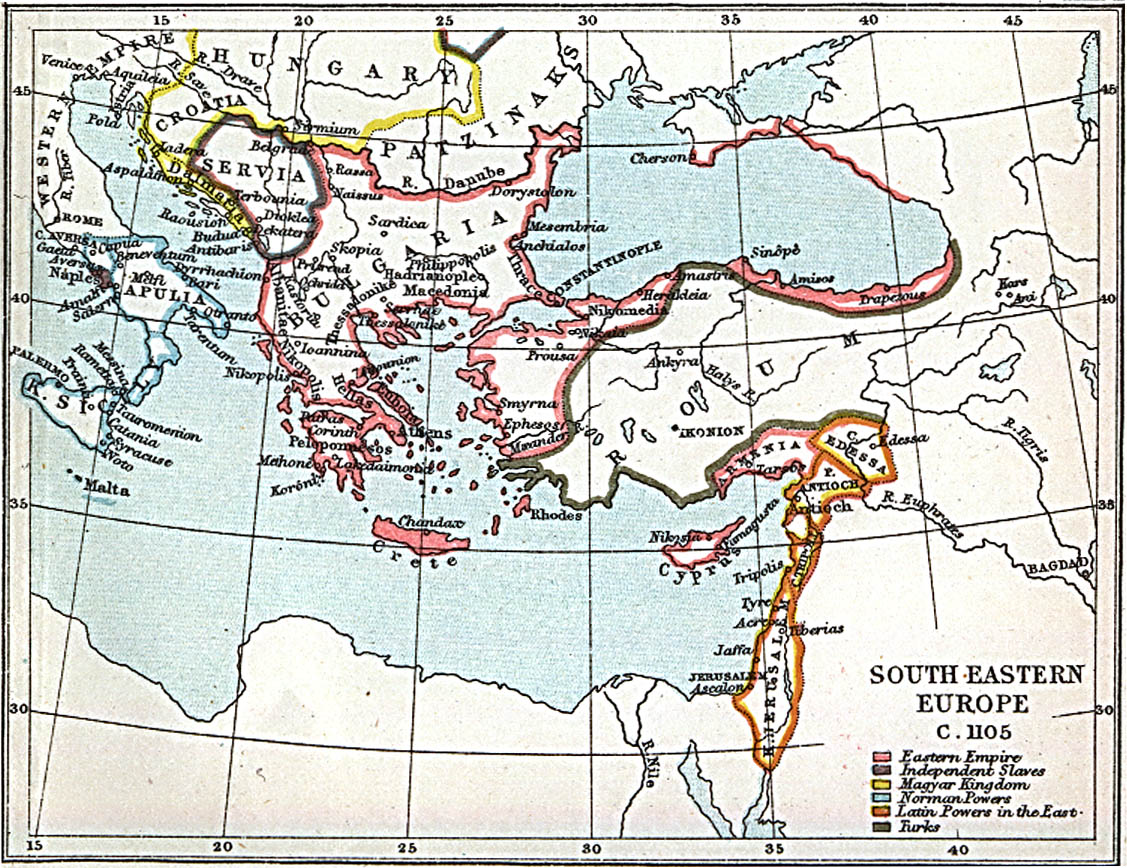
Юго-восточная Европа в 1105 году

### Кампания против тюрков (1119—1120)
Одним из первых действий нового императора было начало военной кампании против сельджуков в Малой Азии. Несмотря на победу ромеев в битве при Филомелионе и последовавшее за ней заключение мира в 1117 году, сельджуки, как сообщает Никита Хониат, «во множестве нападают на города, расположенные во Фригии при реке Меандре». Весной 1119 года Иоанн выступил в поход и «после многократных побед над ними в сражениях» овладел Лаодикией, окружил её крепостными стенами и оставил там гарнизон. Спустя некоторое время Иоанн осадил Созополис и взял его хитростью. Он выманил защитников крепости за её пределы, после чего окружил их и занял город. По возвращении Иоанн занял ряд других крепостей, которые ранее находились под властью византийцев. Хотя в ходе кампаний 1119—1120 годов ему удалось восстановить контроль над маршрутами на Анатолийскую равнину, Иоанн не смог в полной мере использовать появившееся в его руках стратегическое преимущество. Причиной этого стало обострение ситуации балканской границе, которая прежде казалась защищённой.

### Конфликт сКиевской Русью
Ещё при Алексее I разгорелся конфликт между Византией и Русью. Великий князь Киевский Владимир Мономах поддержал претендента на византийский престол, выдававшего себя за Льва Диогена — младшего сына свергнутого императора Романа IV Диогена. В 1116 году Лжедиогену удалось завоевать множество дунайских городов. Однако 15 августа того же года наёмным убийцам императора удалось убить самозванца. Контроль над дунайскими городами был восстановлен. Владимир Мономах всё же не оставлял попыток захватить дунайские земли и действовал в интересах Василия — сына погибшего самозванца. Только в 1123 году был установлен мир и русско-византийские переговоры завершились заключением династического брака: внучка Мономаха стала женой сына византийского императора Иоанна II — Алексея.

### Войны с печенегами
Прикрываясь своими телегами, как стенами, скифы наносили римлянам чувствительный вред. Заметив это, царь хотел сойти с коня и пешком в рядах своих воинов вступить в бой. Но когда римляне не одобрили его намерения,— он приказал окружавшим его бердышникам (это были британцы, издавна служившие римским царям) подойти и рубить бердышами скифские телеги. Это дело тотчас же начато, — и царь овладел самым станом скифов.
В 1122 году в имперские владения вторглись печенеги, оправившиеся от нанесённого Алексеем Комнином поражения 30-летней давности. Иоанн, собрав в Константинополе войска, немедленно направился к городу Верия, где и обосновались кочевники.
Последующее сражение было весьма сложным: император был ранен в ногу стрелой, а печенеги окружили свой стан повозками. Исход битвы решили варяги, разломавшие своими топорами телеги противника.
Часть агрессоров бежала, некоторые пленные согласились служить Византии, а оставшиеся были проданы в рабство. После этого эти кочевники не решались преступить границу империи, а в честь полученной победы базилевс учредил «праздник печенегов», отмечаемый вплоть до конца XII века.

### Конфликт с Венецией (1122—1126)
Венецианская республика во времена Алексея I Комнина являлась его важнейшим союзником в борьбе с норманнами. Взамен её купцы получили серьёзные торговые привилегии, а в Константинополе основали собственную колонию.
В 1118 году итальянской республикой был избран новый дож — Доменико Микьель, и венецианцы попросили Иоанна подтвердить имевшиеся преимущества, но император отказался. Это объясняется изменившейся политической обстановкой: норманны уже не представляли серьёзной угрозы, а византийская экономика должна была бороться с конкурентами на честных условиях.
В ответ 8 августа 1122 года из Венеции отплыл военный флот из 71 корабля, возглавляемый флагманским кораблём Микьеля. Целью нападений стал остров Корфу, выдержавший полугодичную осаду. Острова Родос, Хиос, Самос, Лесбос, Андрос, а также Кефалония были захвачены итальянцами. В итоге Иоанн согласился возобновить торговые привилегии подданных Светлейшей, действовавшие с 1082 года, а также добавить ряд новых.

### Малоазийские войны (1130—1135)
Для этого случая соорудил он из серебра и богато вызолотил военную колесницу, как бы с целью ехать на ней в столицу; однакож, избегая, вероятно, подозрения в гордости, не сел на неё, но поставил на ней икону Богородицы, а сам шел впереди с крестом. Дивно было видеть византийцам это шествие, подобного которому дотоле не видывали, думаю, со вступления на римский престол Ираклиев и Юстинианов.
Правитель Данишмендов Гази Гюмюштекин воспользовался европейскими заботами Византии и отвоевал у неё Анкару, Гангры и Кастамон, попутно разбив войска антиохийского князя Боэмунда II. Иоанн решил защитить православное население Антиохии, тем более что в Конийском султанате разгоралась борьба за власть, в ходе которой сыновья покойного султана получали от Византии убежище и материальную помощь.
В 1130 году византийская армия направилась в Малую Азию, и до 1135 года Иоанн организовал против Гази пять победоносных походов. В 1133 году по поводу взятия Кастамона император триумфально вступил в столицу. В 1134 году противник императора умер, и его наследники начали борьбу за его владения. Воспользовавшись этим, ромеи отвоевали Гангры.
За пять лет Иоанну удалось отвоевать часть Малой Азии, ранее отторгнутую от Византии. Туркам был нанесён серьёзный урон, и они не могли организовывать новые набеги. После этого базилевс мог направить свой взор на Киликийскую Армению и Антиохийское княжество, владевшие бывшими землями империи и считавшиеся независимыми государствами. Но данные походы императора в Малую Азию обнаружили главную проблему византийской государственности, от которой она в конечном итоге погибнет через три столетия: всего за 70 лет турецкого правления в Малой Азии успело вырасти целое поколение христиан, предпочитавших турецкую власть византийской, неcмотря даже на своё христианское вероисповедание. Об этом ясно повествует византийский историк, сопровождавший императора в 1142 году.

### Альянс с германским императором

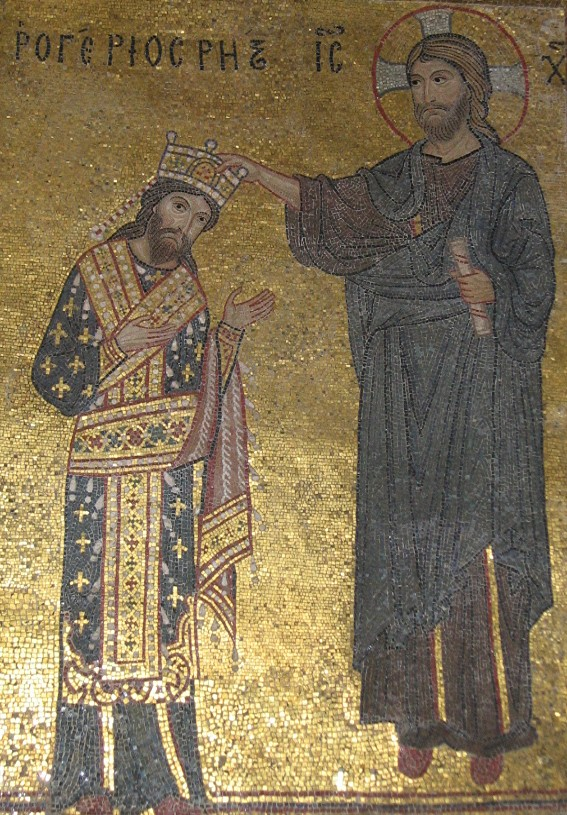
Христос коронует Рожера II

В 1130 году Рожер II получил титул сицилийского короля, под чьим скипетром находились Сицилия и Апулия. Церемония вызвала негативные отклики в Византии, для которой эти земли являлись неотъемлемой частью страны. Кроме этого, он не забыл о правах своего предка Роберта Гвискара на византийский престол и желал получить престол Антиохии, где правила дочь его двоюродного брата Боэмунда II.
Для этого в 1135 году к императору Священной Римской Империи Лотарю II было отправлено ромейское посольство с целью привлечь его к войне с норманнами. Это предложение было принято им после получения поддержки от римского папы Иннокентия II. Поход должен был начаться весной 1137 года после получения денег от Византии.
27 июля 1139 года Иннокентию, после поражения от Рожера, пришлось признать его «Rex Siciliae, ducatus Apuliae et principatus Capuae» («королём Сицилии, герцогом Апулии и князем Капуи»). Но план Иоанна всё-таки осуществился: норманны не могли оказать влияние на события в государствах Леванта.

### Ближневосточная политика

#### Войны с христианскими правителями

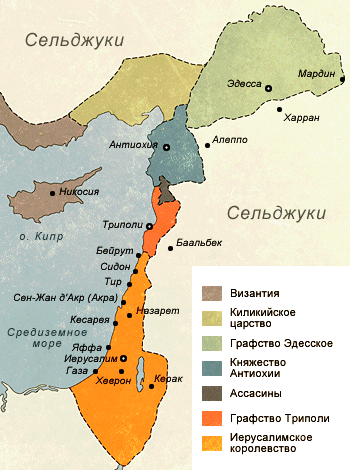
Государства крестоносцев на Ближнем Востоке в 1140 году

Сперва Иоанн решил разобраться с армянским князем Левоном I. Для этого был использован флот, а также ждавшая приказов армия, куда входили не только ромеи, но и печенеги, сельджуки, а также армяне, конфликтовавшие с Рубенидами. Поход завершился успешно: были покорены важнейшие города княжества Адана, Аназарб, Мерсин, Тарс. В июле 1137 года Киликия была покорена, а Левон отдал собственных сыновей — Рубена и Тороса — в руки императора, который отправил их прямо в Константинополь.
После этого настал черёд Антиохии. Во времена первого крестового похода Боэмунд Тарентский дал клятву верности Алексею I, признав свою вассальную зависимость от империи. Но после взятия Антиохии он попросту забыл о ней и вёл самостоятельную политику. Только в 1108 году, попав в плен к ромеям после неудачной осады Диррахия, он подписал Девольский договор, по которому признавал Антиохию императорским леном, гарантировал военную помощь и подчинение местной церкви Константинополю.
Иоанн быстро занял Александретту и Чорк-Марзпан, чтобы 29 августа 1137 года подойти к столице княжества. Там его встретил Раймунд де Пуатье, только возвратившийся из похода против мусульманских врагов иерусалимского короля Фулька. Базилевс настаивал на сдаче города, и князю пришлось просить совета своего сюзерена — Фулька, который заявил о том, что Антиохия издавна подчинялась империи. После этого Раймунд согласился с условиями византийцев.
В итоге князю пришлось дать базилевсу клятву верности, в Антиохии появился православный патриарх, а на городской цитадели повесили имперский штандарт. В обмен Иоанн обещал возвратить Раймунду захваченные мусульманами окрестные города.

#### Противостояние с эмиром Мосула

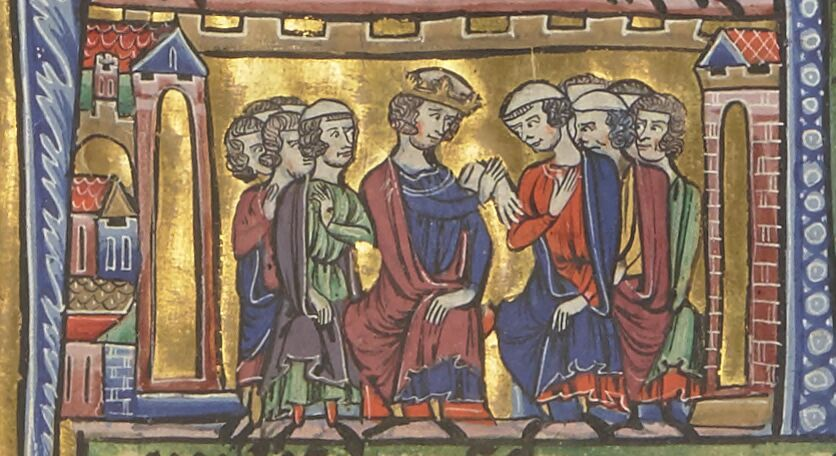
Иоанн II Комнин и Раймунд де Пуатье

Для выполнения данного обещания было необходимо покончить с главным противником христиан, которым являлся эмир Мосула Имад ад-Дин Занги, обосновавшийся в Алеппо. Сначала он зависел от сельджуков, но из-за смуты в султанате стал действовать самостоятельно, нанеся поражения графу Триполи и королю Иерусалима.
В конце марта 1138 года Иоанн вышел в поход против него, покинув Антиохию. К нему присоединились Раймунд и граф Эдессы Жослен II, а также отряд тамплиеров. 8 апреля был захвачен город Пиза, 20 апреля началась осада города Сезера, в котором сопротивление оказывала лишь цитадель. Занги начал распускать слухи о подходе армий исламских правителей Ирана, Ирака и Анатолии, при этом избегая открытых столкновений. Из-за этого Иоанн согласился заключить мир с правителем города: Сезер начинал платить дань, а кроме этого ромеи получили денежную компенсацию, шёлковые ткани и реликвии — драгоценный, украшенный рубинами крест и стол, потерянные после поражения Романа IV в битве при Манцикерте.
После заключения мира Иоанн в июне 1138 года совершил триумфальный въезд в Антиохию, после чего организовал собрание баронов. На нём он объявил о том, что военные действия не окончены, и для их успешного ведения нужно передать город под власть Византии. Жослен распространил среди латинян слухи о том, что Иоанн повелел изгнать их из Антиохии, сохранив в нём лишь греческое население. Гнев народной толпы застал базилевса врасплох, и он удовлетворился клятвой верности от Эдесского графства и Антиохийского княжества.

### Последние походы

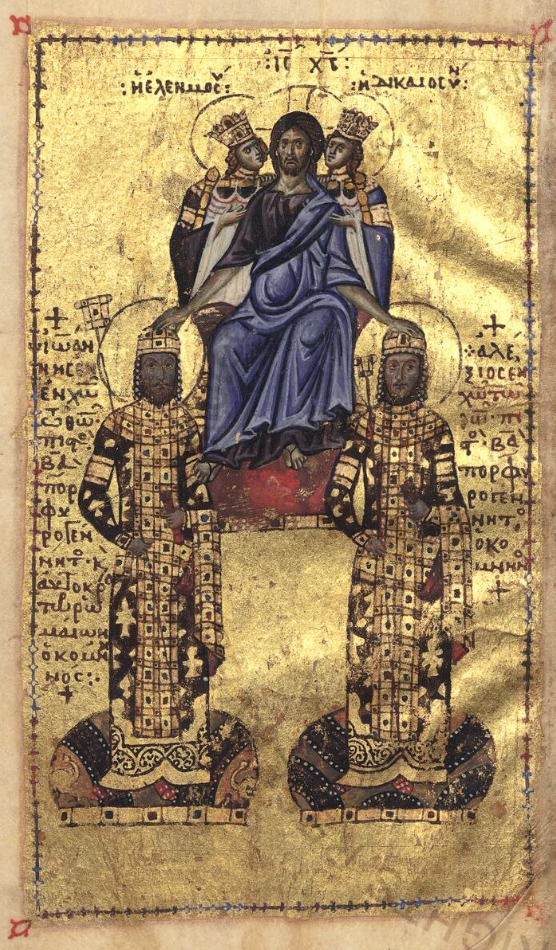
Иоанн II и его старший сын Алексей, коронуемые Иисусом Христом. Миниатюра из Евангелия Ватиканской библиотеки

В 1139 году Иоанн Комнин выступил в поход против сына Гази Гюмюштекина — Мухаммеда, чьи воины совершали набеги на земли империи в районах рек Риндак и Сангарий. Императора сопровождали в походе все четверо сыновей, что уже стало определённой традицией. Войска пришлось вести по черноморскому побережью, так как, кроме этого, Константин Гавра в Трапезунде начал проявлять стремления к сепаратизму.
Поход был весьма трудным, чему способствовали нехватка продовольствия и суровый климат. В схватке у Неокесарии важную роль сыграл юный сын Иоанна — Мануил, который «взял окружавших его воинов и, без ведома отца, врубившись в середину неприятелей, отразил их и воодушевил уже терявшее дух римское войско».
Но при осаде города императора предал собственный племянник (сын брата Исаака) — Иоанн. Разругавшись с дядей, тёзка перешёл на сторону мусульман и позже обратился в ислам, попутно женившись на дочери конийского султана. Измена заставила снять блокаду, так как враги могли ознакомиться со всеми планами ромеев. Но в 1141 году Мухаммед умер, и под споры его сыновей Иоанн смог завершить кампанию.
В 1142 году византийцам пришлось снова выйти на войну. Собрав воинов в Милете и ведя войска вдоль реки Меандр, Иоанн внезапно поменял маршрут в сторону Атталии. Там от горячки умер его сын Алексей, а вслед за ним и Андроник, вместе с братом Исааком отправленный сопровождать тело в столицу. Известие о гибели двух сыновей, первого из которых он намеревался сделать наследником, подкосило Иоанна.
Кроме этого, пришли новости из Сирии, где крестоносцы погрязли в распрях друг с другом, чем и воспользовались мусульмане, вернувшие захваченные христианами в 1138 году города, а Раймунд начал подумывать о восстании. Иоанна в походе на Антиохию сопровождал младший сын — Мануил, которого тот хотел сделать правителем Атталии, Антиохии, Киликии и Кипра.

## Смерть

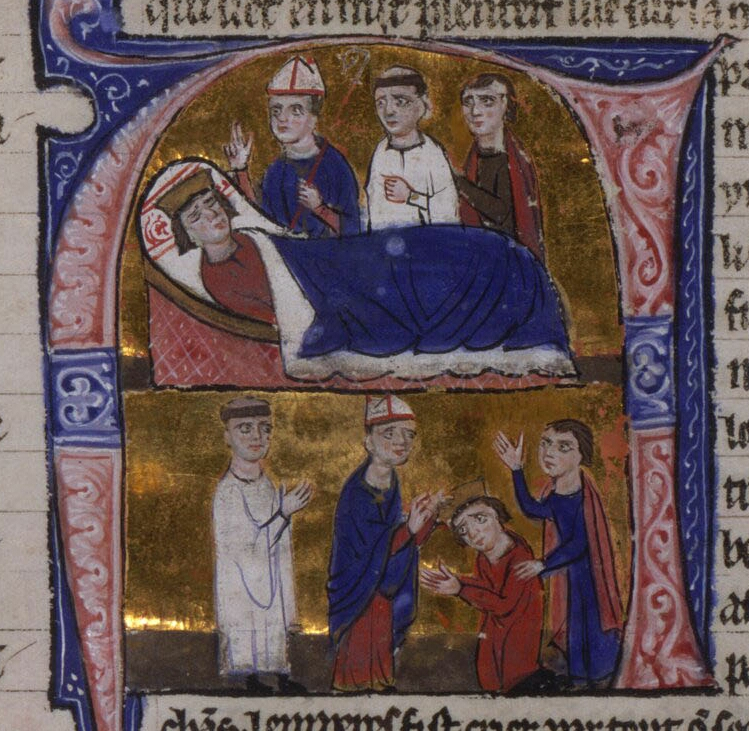
Смерть Иоанна II и коронация Мануила I (из манускриптов Вильгельма Тирского Historia и Old French Continuation)

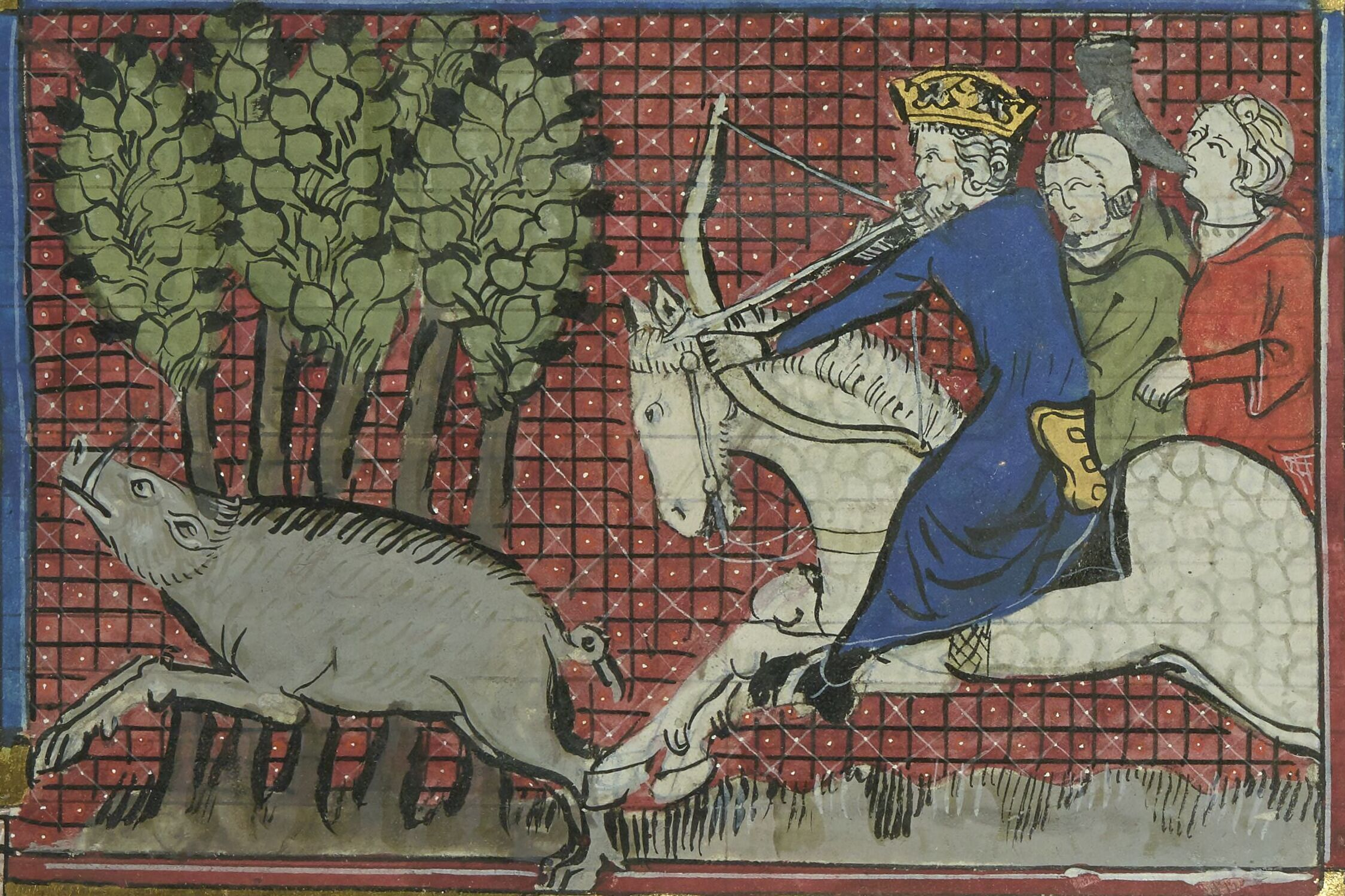
Иоанн II Комнин на охоте. Миниатюра. XIII век

Из-за приближения зимы ромеи отошли на зимовку в Киликию. В марте 1143 года в окрестностях города Аназарва Иоанн участвовал в охоте и получил ранение от отравленной стрелы, попавшей ему в руку. Началось заражение крови, и врачи предложили провести ампутацию. Но базилевс отказался, так как из-за их ошибок ситуация и дошла до такого итога.
Ощущая скорую смерть, Иоанн созвал государственный совет. Он сказал о том, что одинаково любит своих сыновей: Исаака и Мануила. Но первый брат не мог сдерживать свой гнев и был весьма раздражителен. Таким образом, выбор отца выпал на долю Мануила, которому Иоанн «возложил на голову императорскую диадему и накинул на плечи пурпурную мантию». 8 апреля император умер, и Мануил после его похорон повелел установить у места его гибели монастырь.

## Личность
И так как он в немногом уступал тем, которые хранят высшее воздержание и непорочность, недалеко отставал от тех, которые ведут жизнь в высшей степени строгую, и ни у кого во все своё царствование ни жизни не отнял, ни тела не изуродовал, то его и до сих пор все прославляют похвалами и считают, так сказать, венцом всех царей, восседавших на римском престоле из рода Комниных.
Иоанн не был красавцем, и за смуглую кожу и тёмные волосы его иногда называли Мавр. Однако от собственных поданных император получил прозвище Калоиоанн (Красивый Иоанн). Этим он был обязан своим душевным качествам: он не любил роскошь, презирал распущенность и сквернословие. При Иоанне практически не применялись пытки и смертные казни, сам он был милосерден к своим политическим противникам, что сильно отличало его от других базилевсов.
Семья Комнинов до обретения престола была военной аристократией, и Иоанн по примеру отца и деда активно участвовал в военных походах, эту политику продолжит и его собственный сын — Мануил. При Алексее империя защищала собственные владения от соседних правителей, его сын желал возвратить отторгнутые от Византии земли и возродить её былую славу.Иоанн представлял собой императора-воина, проведшего большую часть своего правления не в Константинополе, а на границах собственного государства.
При новом правителе должности доставались благодаря талантам. Например, великим доместиком стал крещёный мусульманин Иоанн Аксух, а логофетом дрома — Стефан Мелит, являвшиеся незнатными людьми. Этим император вызвал недовольство собственных родственников.

## Наследие
Будь ему даровано ещё несколько лет, он бы, несомненно, расширил влияние Византии в регионе и раздвинул её границы. Он мог бы даже в значительной степени устранить тот ущерб, который был нанесён державе при Манцикерте. Умерев в пятьдесят три года, Иоанн оставил свою работу незаконченной, однако он мог утешиться тем, что сын Мануил — преемник достойный.
Став наследником своего отца, Иоанн не перенял некоторых его качеств: хитрость, трепетное отношение к религии, а также жестокость к противникам. Но в политике новый базилевс продолжил курс своего предшественника.
Разрешив проблемы с западными правителями подкупом (Лотарь II) и сильными уступками (Венецианская республика), Иоанн активно занялся восточными границами империи. Именно оттуда Византия должна была ожидать самой серьёзной угрозы: от мусульман и собственных братьев по вере, но вместе с тем восток был источником её богатств. Покончив с набегами мусульманских правителей, Комнин практически приструнил и христианских князей. Но внезапная смерть не позволила ему завершить начатое.
Во внутренней политике итоги правления Иоанна были менее однозначными. Руководитель финансов империи Иоанн Путцийский изменил характер оплаты морских стратиотов (корабельные пошлины теперь направлялись не к ним, а прямо в казну). Тем самым произошёл отказ от фемной структуры флота, который экипировался и создавался жителями островов и прибрежных фем. Всё командование флотом теперь располагалось в Константинополе, также были расширены полномочия великого дуки, которому теперь подчинялся друнгарий. Кроме этого, Иоанну не удалось покончить с привилегиями иностранных купцов, достигших своего расцвета при его сыне — Мануиле.

## Семья

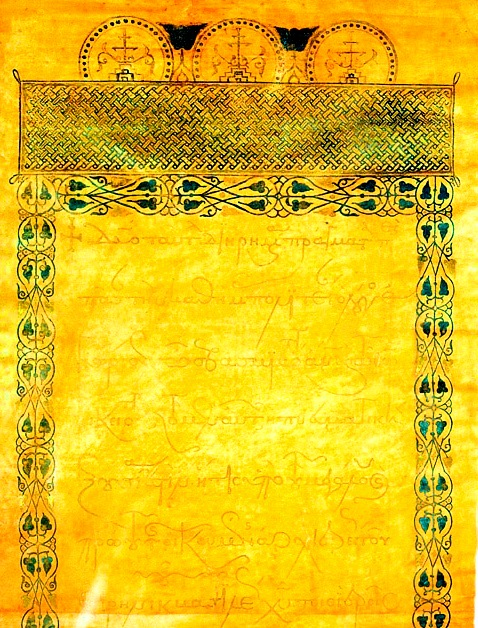
Письмо от Иоанна II к Папе Иннокентию II

### Жена и дети
В 1104 году Иоанн II Комнин вступил в брак с Пирошкой Венгерской, дочерью короля Ласло Святого, получившей при крещении имя Ирина. Спустя некоторое время после её смерти в 1134 году, Ирина была канонизирована.
Дети Иоанна и Ирины:
- Алексей Комнин (1106—1142), соправитель Иоанна II.
- Мария Комнина (1106—1146/1147), сестра-близнец Алексея, жена Иоанна Далассина, кесаря Рожера.
- Андроник Комнин (1108—1142), умерший от болезни одновременно со старшим братом во время одного из военных походов.
- Анна Комнина (род. в 1110), замужем за Стефаном Контостефаном.
- Исаак Комнин (ок. 1115 — до 1174), женатый первым браком (1134) на Феодоре Камтерине (ум. в 1144), вторым — на Ирине Диплосинадине.
- Феодора Комнина (род. в 1116), замужем за Мануилом Анемасом.
- Мануил I Комнин (1118—1180), император Византии с 1142 г.
- Евдокия Комнина (род. в 1119), замужем за Феодором Ватацем.

### Исследования
на английском языке:
- Angold, M. The Byzantine Empire 1025–1204: A political history. — Longman, 1997. — ISBN 978-9004117105.
- Birkenmeier, J.W. The Development of the Komnenian Army: 1081–1180. — BRILL, 2002. — ISBN 978-9004117105.
- Magdalino, P. The Empire of the Komnenoi (1118–1204) // The Cambridge History of the Byzantine Empire c.500–1492. — Cambridge University Press, 2009. — P. 627—633. — ISBN 9781139055994.
- Stanković, V. John II Komnenos before the year 1118 // John II Komnenos, emperor of Byzantium: in the shadow of father and son. — Routledge, 2016. — P. 11—21. — ISBN 978-1-4724-6024-0.
- Treadgold, W. A History of the Byzantine State and Society. — Stanford University Press, 1997. — P. 1044. — ISBN 978-0804726306.

на русском языке:
- Том II // История Византии / Под ред. А.П. Каждана и С.Д. Сказкина. — М.: Наука, 1967. — 472 с. — ISBN 978-5-403-01726-8.
- Васильев А. А. История Византийской империи. — М.: Алетейя, 2000. — Т. 2. — ISBN 978-5-403-01726-8.
- Дашков С. Б. Иоанн II Комнин // Императоры Византии: История Византийской империи в биографических очерках. — М.: Молодая гвардия, 2020. — С. 452—455. — 731 с. — ISBN 978-5-235-04360-2.
- Острогорский Г. А. История Византийского государства / Пер. с нем.: М. В. Грацианский; ред.: П. В. Кузенков. — М.: Сибирская Благозвонница, 2011. — 895 с. — ISBN 978-5-91362-458-1.
- Степаненко В. П. «Города на Дунае» в контексте русско-византийских отношений X–XII в. // Русь и Византия. Место стран византийского круга во взаимоотношениях востока и запада. Тезисы докладов XVIII Всероссийской научной сессии византинистов. — М.: ИВИ РАН, 2008. — С. 129—133. — 176 с. — ISBN 5-94067-244-2.
- Успенский Ф.И. История Византийской империи. Расцвет (Комнины). — М.: АСТ, 2011. — 480 с. — ISBN 5-271-03856-4.
- Шаландон Ф. Алексей I Комнин: история правления (1081-1118) / Пер. с франц. М. Ю. Некрасова. — СПб.: Евразия, 2017. — 432 с. — ISBN 978-5-8071-0354-3.